# 共犯者 (矢沢永吉のアルバム)
『共犯者』（きょうはんしゃ）は、矢沢永吉のスタジオ・アルバム。
本項では、アルバムに先駆けて発売された同タイトルのシングルについても触れる。

## シングル

### 解説
1988年7月6日に発売された、21枚目のシングル。
前作『FLASH IN JAPAN』から約1年ぶり、日本発売については『BELIEVE IN ME』から約2年ぶりのシングルで、東芝EMI移籍第1作。
カセットテープのみ、B面に収録曲のオリジナル・カラオケを収録。

### 収録曲
全作詞：大津あきら／作曲：矢沢永吉
1. 共犯者
2. Risky Love

## アルバム
1988年7月21日に発売された、16枚目のスタジオ・アルバム。

### 解説
キャッチコピーは『俺は、ますます俺になる。』。
前作『FLASH IN JAPAN』から1年ぶり、日本発売については『東京ナイト』から2年ぶりの新作。東芝EMI移籍後初のアルバムである。

### 制作
本作では矢沢初のロンドンレコーディングを敢行。アレンジャーにジョージ・マクファーレンとジム・ウィリアムスを起用し、参加ミュージシャンは前述のふたり、レベル42のアラン・マーフィー、ミッキー・ムーディ、ジミー・コープリー、ジャズ・ロクリー、マーク・フェルサムといったイギリス人ミュージシャンが名を連ねている。
当時のインタビューで、矢沢は「39歳なりの不良性」「男はいくつになっても不良でなきゃいけない」と、コメントしている。

### リリース
1988年7月6日に/東芝EMIのEASTWORLDレーベルから、LP・CT・CDの3形態で発売された。
LP盤は、シュリンクの上から矢沢の右手部分にシールが貼られ、そこにキャッチコピーが書かれている。この装丁の都合からか、アナログ盤にオビはない（CDにシールはなく、帯が付属している）。

### 収録曲
| 全作曲: 矢沢永吉、全編曲: George McFarlane and Jim Williams。 |                             |                |            |                                                           |      |
| #                                                             | タイトル                    | 作詞           | 作曲・編曲 | タイアップ                                                | 時間 |
| 1.                                                            | 「共犯者」                  | 大津あきら     | 矢沢永吉   | 銀座ジュエリーマキ・カメリアダイヤモンド CFイメージソング | 4:27 |
| 2.                                                            | 「少年・パートIII」         | ちあき哲也     | 矢沢永吉   |                                                           | 4:34 |
| 3.                                                            | 「ニューグランドホテル」    | 大津あきら     | 矢沢永吉   | 銀座ジュエリーマキ・カメリアダイヤモンド CFイメージソング | 4:18 |
| 4.                                                            | 「Let's Make Love Tonight」 | ちあき哲也     | 矢沢永吉   |                                                           | 4:02 |
| 5.                                                            | 「ひ・ろ・し・ま」          | 山川啓介       | 矢沢永吉   |                                                           | 4:51 |
| 6.                                                            | 「Lookin' Back」            | ちあき哲也     | 矢沢永吉   |                                                           | 3:55 |
| 7.                                                            | 「Under The Moon」          | 大津あきら     | 矢沢永吉   |                                                           | 3:49 |
| 8.                                                            | 「くちづけが止まらない」    | さがらよしあき | 矢沢永吉   | 銀座ジュエリーマキ・カメリアダイヤモンド CFイメージソング | 4:52 |
| 9.                                                            | 「Risky Love」              | 大津あきら     | 矢沢永吉   |                                                           | 3:37 |
| 10.                                                           | 「キャンディ」              | ちあき哲也     | 矢沢永吉   |                                                           | 3:47 |
| 11.                                                           | 「千の夜を越えて」          | 山川啓介       | 矢沢永吉   |                                                           | 2:22 |
| 合計時間:                                                     | 合計時間:                   | 合計時間:      | 合計時間:  | 44:34                                                     |      |